# روستکووو (شهرستان پژاسنش)
روستکووو (به لهستانی:  Rostkowo) یک روستا در لهستان است که در گمینا چرنگتسه بورووه واقع شده‌است. روستکووو ۳۸۰ نفر جمعیت دارد.